# Mafu Kibonge
Mafu Kibonge, né le 12 février 1945 à l'époque au Congo belge, aujourd'hui en République démocratique du Congo, est un joueur de football international congolais (RDC), qui évoluait au poste de milieu de terrain.

## Biographie
Il grandit dans la commune de Dendale, avant d’aller avec ses parents s’installer deux ans à Costermansville, avant d'effectuer un déplacement à Bagira en 1957. De retour à Kinshasa, le jeune adolescent, bon élève, se fait aussi remarquer pour ses talents de footballeur.

### Carrière en club
Il commence le football dès le bas âge, Il était passionné du football, comme tous les jeunes de cette époque, il jouait dans une petite équipe du quartier le FC Amateurs, dirigée par Roger Mensa. On l’appela Coco par son frère Jean Kibonge et Petit José par ses amis d’enfance (Nany Joseph Lutonda Mingiele Pele et Bavon Marie Marie). En 1960, il fut recommandé à V-Sport une équipe pépinière de l'AS Victoria Club qui évoluait en ASKIN. En 1961, il signe sa première licence au V. Sport, une petite équipe dirigée par Clément Aponga, il sera surnommé Gento, car son style de jeu était comparé à celui du célèbre footballeur espagnol Francisco Gento qui évoluait au Réal de Madrid. Il portera son nom durant toute sa carrière.
En 1962, lors d'un match contre le FC Union, une émeute intervient et à la suite de cette émeute son équipe subit une radiation à la suite de graves incidents, tous les dirigeants sportifs de l’époque se précipitaient et le voulaient comme joueur, la maison familiale était assiégée. Durant son parcours scolaire son enseignant Charles Tuti lui proposait d'intégrer le CS Imana car celui-ci supporter ce club mais après son passage chez V-Sport, il ne portais plus Imana dans son coeur et supporter désormais Victoria Club.
Sylvain Ngalasi, vice-président de V.Club et Ignace Muwawa qui était de la même ethnie que Kibonge, profitèrent des liens familiaux et jouèrent un rôle important dans son choix, un de ses amis aussi, qui évoluait dans V.Club, Luc Mawa était en partance en Belgique avec Cyprien Bula, supplia Kibonge d’intégrer Vita. Mais la décision finale revint à sa maman Henriette qui l’imposa de jouer à Vita Club, vu ses liens avec Léon Mukuna. Il signa ainsi dans Vita en 1963.

#### AS Victoria Club
Milieu offensif mobile et inspiré, capable d’évoluer sur tout le front de l’attaque, Joseph Kibonge, désigné footballeur de l’année 1965, réussit des débuts prolifiques sous la tunique des « Dauphins Noirs ». De dauphins, Kibonge et ses compères de l’attaque, Kembo, Mayaula et Mayanga, se muent en requins dès qu’ils pénètrent sur une pelouse. Avec sa redoutable escouade offensive, Kibonge va conduire son équipe vers plusieurs titres nationaux à compter du début de la décennie soixante-dix.
En raison de son charisme, de son talent et de son caractère, Joseph Kibonge, déjà capitaine de l’AS Vita Club en 1966. Avec V Club, Joseph Kibonge goûte enfin aux joies de la victoire en Coupe des clubs champions africains fin 1973, quand les Kinois viennent à bout des Ghanéens de l’Asante Kotoko (2-4, 3-0) en matchs aller et retour.
Il termine sa carrière à l’AS Vita Club, gagnant encore trois titres de champion avant de raccrocher les crampons en 1980.

##### Seigneur
Seigneur, c’est le surnom que lui a donné le journaliste Lucien Tshimpumpu wa Tshimpumpu, Kibonge avait marqué un but fantastique, le journaliste cria sur les antennes de la radio : « Kibonge vient d’inscrire un but magnifique, fantastique, seigneurial, le football congolais vient de trouver son seigneur ». Une semaine après devant une foule de spectateurs au stade dans un match qui opposait son club Vita et l’Himalaya, au premier toucher du ballon, la foule scandait « Seigneur ».
Il devint ce jour-là le Seigneur du football Congolais en 1966, il porta sans discontinuer le brassard de Capitaine.

### Carrière en sélection
Conscient du potentiel promotionnel du football pour la jeune nation congolaise, le président Mobutu Sese Seko, s’efforce de placer Kinshasa sur la carte des grands événements sportifs. En 1968, l’équipe de Santos, avec en ses rangs Pelé, pose ses valises à Kinshasa. Au programme, une rencontre de préparation, au stade Tata Raphaël, contre les Léopards. Ce jour-là, Kibonge contribue à la victoire de son équipe (3-2), en suppléant son gardien Kazadi, battu sur un coup franc de Pelé. Prestigieux, ce succès surprend moins car, quelques mois auparavant, ils ont gagné en Ethiopie leur première Coupe d’Afrique, en remportant tous leurs matchs, dont la finale face au du Ghana (1-0).
En Egypte, les Léopards se fraient un passage jusqu’en finale, en sortant le pays organisateur. Après avoir manqué l’édition 1972 sur suspension, Joseph Kibonge soulève le trophée, après avoir dû rejouer la finale face à la Zambie (2-0), un premier match s’étant soldé par un score nul.
Ce dernier ne quitte plus son équipe nationale car dans quelques mois, elle sera en Allemagne et c'est la première nation d’Afrique noire à prendre part à une phase finale de Coupe du monde. La tâche sera douloureuse pour le Zaïre, tombé dans un groupe très difficile avec le Brésil, la Yougoslavie et l’Ecosse. « Nous sommes allées à la Coupe du monde comme de simples amateurs, venus d’un pays d’Afrique noire. On pensait juste à jouer notre football, comme on savait le faire. Or le niveau était différent », Joseph Kibonge sur Radio Okapi en 2009.
Et pourtant, le régime Mobutu n’avait pas lésiné sur les moyens, en débauchant Blagoja Vidinic, le technicien yougoslave qui avait mené le Maroc quatre ans auparavant au Mexique. Malgré un mois de préparation en Suisse, les Léopards sont loin du compte pour leur entrée en lice, qui les voit néanmoins limiter la casse face à l’Ecosse (2-0). « Au milieu de terrain, contre l’Ecosse on a tenu le choc, malgré la défaite ce n’était pas décevant », dira Kibonge. Le pire est à venir. Il va se dérouler aux yeux du monde, contre la Yougoslavie. Mécontents de ne pas voir leurs primes versées dans les temps, les Léopards menacent de ne pas jouer. C’est dans une tension extrême que se prépare cette rencontre. Joseph Kibonge fut écarté par Vidinic et les léopards s'inclinent 9-0, la plus lourdes de l’histoire de la compétition. Le troisième match verra les Léopards limiter la casse face à un petit Brésil (3-0). Interrogé sur ces heures difficiles, Joseph Kibonge les évoque sans amertume ni sans langue de bois : « L’entraîneur, paix à son âme, nous avait menti sur la Yougoslavie, en nous disant que les joueurs étaient petits de taille et ne savaient pas jouer au football. On s’est retrouvés contre des grands, de 2 mètres, et bons footballeurs… On ne pouvait rien faire. ».

## Vie privée
Joseph Kibonge, fils de Joseph Kibonge Kamango et d’Henriette Mayanu Kambamba, il est Mumbala de Fatundu, dans la province de Bandundu. Ses parents sont des protestants, son père était commandant, il travaillait à l’OTRACO et sa mère, femme au foyer. Il a grandi au 64 rue Sandoa dans la commune de Dendale.
Il commence sa scolarité à Christ-Roi et Saint-Louis, en 1959, la famille Kibonge s’installe à Bukavu, il poursuit sa scolarité à l’Ecole Francois-Xavier et à l’Ecole Officielle de Bagira.
En 1963, le jeune Joseph obtient son diplôme en Comptabilité à l’Ecole Technique et Commerciale de Léopoldville.
Il est marié depuis le 26 octobre 1968 à Regine Dimvula Makumbu, ils ont trois enfants Joe, Aimée et Blaise, ils sont grands-parents.
Il a pris sa retraite en 1980, il a été entraîneur (il a suivi des cours en Belgique), il fut engagé par Léon Kengo, Ambassadeur du Zaïre à Bruxelles, comme chargé des Relations Publiques à l’ambassade.
Il était le seul pensionnaire à passer la nuit en famille à la veille d’un match même très important alors que ses coéquipiers étaient, sans exception, consignés.

## Style de jeu
Joseph Kibonge évolue au poste d'ailier gauche au sein de l'attaque de l'AS Vita Club. Kibonge est décrit comme une ailier gauche rapide et technique, mais aussi novateur réputé pour son centre de gravité bas. Loué pour sa vitesse de course, il est surnommé "Seigneur", pour ses dribbles et tir foudroyants.

## Palmarès
/ Congo-Kinshasa/Zaïre
- Coupe d'Afrique des nations (2) :
  - Vainqueur : 1968 et 1974[8].

AS Vita Club
- Coupe des clubs champions africains (1) 
  - Vainqueur : 1973[3]
- Coupe du Congo (5)
  - Vainqueur : 1971, 1972, 1973, 1975, 1977[3]
- AFKIN (8)
  - Vainqueur : 1965, 1967, 1969, 1970, 1971, 1974, 1976, 1979[3]